# Estación San Diego (Chile)
San Diego era una estación de trenes abierta en 1898 y ubicada en el Barrio Franklin, comuna de Santiago. Formaba parte del Ferrocarril de Cintura de Santiago; que en cierto momento tuvo a la estación como cabecera. En 1903 se construye la extensión hasta la estación Providencia. Prioritariamente fue una estación de gran transporte de carga. La estación cerró en 1994 y posteriormente fue demolida a finales de la década del 2000.

## Historia
Debido a la expansión que recibió el ramal en 1898, se construyó una red que llegó hasta la estación San Diego. Esta extensión se realizó como parte de un plan para potencializar a la zona industrial que se encontraba ubicada en esa zona de la ciudad (conocida como la "trastienda" de Santiago debido a su precariedad social y económica). La estación fue pensada como un servicio de paradero, ya que su objetivo era más bien el transporte de carga.
Ya en 1899 se comenzaron los planes de extensión hacia el noreste desde la estación. En 1903 se inaugura la extensión de ramal después de la expansión del anillo ferroviario, buscando su interconexión con la estación Providencia para así tener una conexión entre estación Central con el Ferrocarril del Llano de Maipo.
Debido a la competencia con los tranvías de Santiago, el servicio de transporte de pasajeros en esa estación se canceló en 1912.
En 1945 se realizó una inversión aproximada de $41.572 (CLP) con fines de cierros.
Entre los años 1965 a 1966 se habilitó la estación bajo el servicio de los Trenes populares; sin embargo el servicio no resultó rentable, por lo que posteriormente se canceló.
Debido a las nuevas leyes medioambientales y a la surgencia de barrios, las empresas en la zona comenzaron a cerrar. En 1994 se produjo el tránsito del último ferrocarril de pasajeros. Esto llevó a que la línea fuera finalmente cerrada, junto con la estación. En noviembre de 1998 se demolieron las bodegas de la estación.
El 29 de junio de 2005 el Serviu de la Región Metropolitana, ordenó la expropiación parcial del "Ex Recinto Estación San Diego". EFE recibió la autorización para desmantelar la estación el 20 de abril de 2006.

### Actualidad
El lugar actual en el que encontraba la estación se encuentra próximo a la estación Franklin del Metro de Santiago. En 2005 se realizó un acuerdo entre autoridades para que las 4 hectáreas de la antigua estación fueran reutilizadas para dar cabida al Parque Inundable de la Aguada, como parte del proyecto de remodelación de San Diego.

## Infraestructura
La estación poseía una estructura arquitectónica sencilla; era un edificio de ladrillo con techo a dos aguas, de 4 metros de altura por 30 metros de largo. Su patio de maniobras contó en un punto con 18 ramales, uno de los cuales conectaba directamente con el Matadero de Santiago
Al poniente se encuentra la Maestranza San Eugenio, que la conecta con la Estación Alameda. La estación poseía bodegas para la carga.

### Desvíos e industria
La estación contaba con gran actividad comercial debido a su proximidad con el Matadero de Santiago. Sin embargo, otras industrias se desarrollaron en su entorno, como las bodegas San Ignacio Bio Bio, el edificio del matadero Lalihacar, junto con un edificio para la curtiembre de la misma empresa, el Mercado San Diego y la antigua fábrica de calzados Ayçaguer.
La estación poseyó un desvío con dirección hacia las dependencias del Matadero Municipal, con el cual se cargaban animales hacia el matadero.

## Cultura popular
- La estación es mencionada en el libro "A pie por Chile" del escritor chileno Manuel Rojas.[15]